# Gare centrale de Gelsenkirchen
La gare centrale de Gelsenkirchen est une gare longue distance, régionale et S-Bahn de la Deutsche Bahn .
De là, les lignes en provenance d'Oberhausen et d'Essen (de) rejoignent la gare centrale de Wanne-Eickel et bifurquent ensuite vers Münster ou vers Dortmund. La gare centrale de Gelsenkirchen est reliée à dix lignes ferroviaires, dont six sont destinées au trafic voyageurs. Dans le répertoire des lieux d'exploitation, il porte l'abréviation EG. L'adresse est Bahnhofsvorplatz 10, 45879 Gelsenkirchen .
Plus de 35 000 personnes empruntent chaque jour la gare centrale de Gelsenkirchen – une bonne moitié d’entre eux sont des passagers de la Deutsche Bahn. C'est difficile à définir, car la gare est située dans une zone piétonne et il existe une connexion aux transports locaux de Gelsenkirchen (de). L'horaire comprend 402 trains de voyageurs de presque tous les types. Les quais sont couverts sur la moitié ouest. Les voies 4/5 et 6/7 sont également équipées d'escalators et depuis le printemps 2006, tous les quais sont accessibles par ascenseur, rendant la gare accessible aux personnes à mobilité réduite .
Entre mai 2005 et juin 2006, la gare est entièrement repensée et dotée d'un nouveau aspect. Il est sous surveillance vidéo avec plusieurs caméras et constitue également une étape sur la Route allemande du football NRW (de). La plaque correspondante à la sortie Nord est perdue.

## Histoire

### De 1847 à 2005

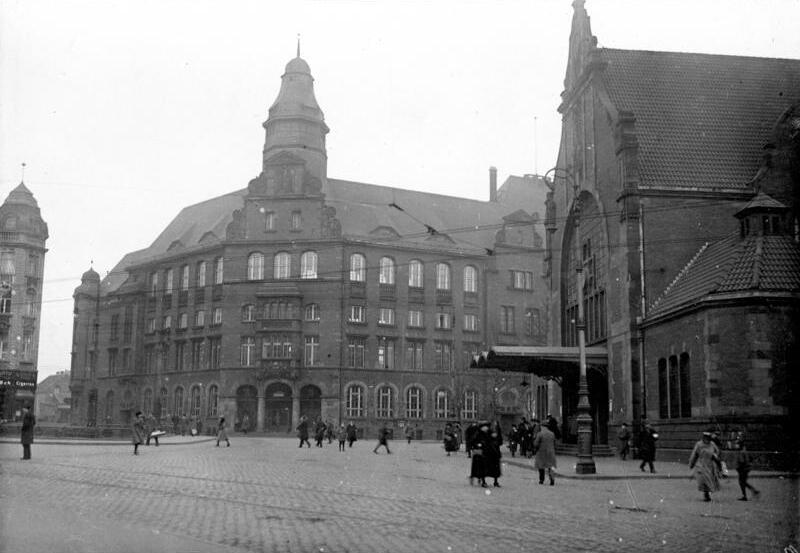
Gare centrale et bureau de poste, aujourd'hui tribunal administratif, en 1924

La gare de Gelsenkirchen est ouverte en 1847 en même temps que la ligne de Cologne-Minden .

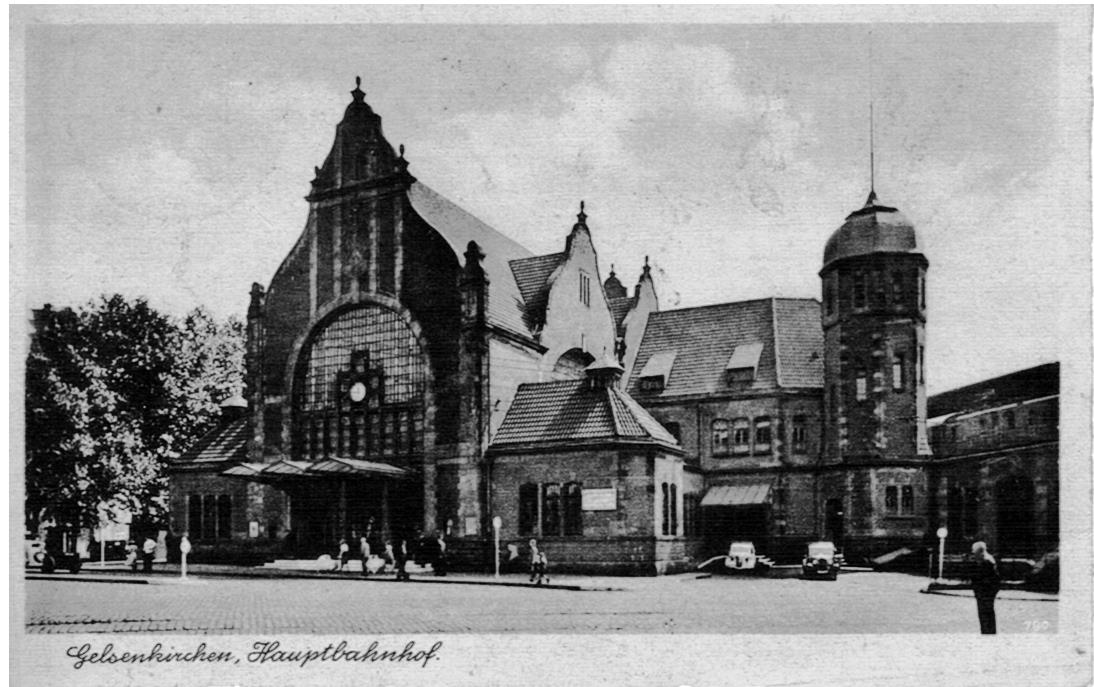
La gare centrale de Gelsenkirchen avant 1938

La gare principale a depuis été entièrement reconstruite à deux reprises. Cela se produit pour la première fois en 1904 car la capacité de l'ancienne gare n'était plus suffisante. C'était « un bâtiment majestueux de style cathédrale avec un portail magnifique, adapté au nouveau statut de la ville. À l’époque, elle était considérée comme l’une des plus belles gares de toute l’Allemagne. ». C'est depuis lors une gare centrale . Dans le cadre de ce projet de construction, les voies, qui se trouvaient auparavant au niveau du sol, sont surélevées afin que le trafic routier croissant de Gelsenkirchen à Bochum puisse traverser la gare centrale sans entrave.
La deuxième construction est réalisée entre 1982 et 1983. Celle-ci a été et est encore aujourd'hui fortement contestée. Un élément de construction récupéré lors de la démolition du bâtiment de la gare de 1904 et une représentation de son contour sont installés à la sortie sud. La fenêtre représentant des branches économiques de Gelsenkirchen est utilisée sur la façade d'un bâtiment commercial situé à l'extrémité sud de la zone piétonne de la Bahnhofstraße. Lors de la deuxième construction, le centre de la gare (de) est également construit, avec des horaires d'ouverture uniformes (de 8h à 20h). (hors restaurants).

### La gare centrale de Gelsenkirchen aujourd'hui
En prévision de la Coupe du Monde de la FIFA 2006, la gare principale est reconstruite. La station reçoit désormais un tout nouveau aspect. Environ 15 millions d'euros sont investis. Les mesures de construction suivantes sont réalisées, entre autres :
- rénovation sans obstacle des quais (avec système de guidage pour les aveugles)
- Extension du quai 1 pour la climatisation
- refonte du passage
  - centre de voyage sous le niveau de distribution
  - station de taxi près de la gare
  - ascenseurs vers les quais ; Il y a aussi une carte tactile[7]
  - magasins de vente au détail et de restauration
- reconstruction de la station de métro ; Abaissement des sections des quais qui n'ont pas encore été adaptées afin de pouvoir effectuer le trafic du stade (Gare centrale de Gelsenkirchen – Veltins-Arena ) avec une double traction.

L'ouverture officielle a lieu le 8 juin 2006.
À l'occasion du Championnat d'Europe de football 2024, divers travaux de rénovation ont lieu à la gare centrale. Le système d'information des voyageurs estcomplété par de nouveaux indicateurs de train à plusieurs endroits, et certaines zones sont également dotées d'une peinture spéciale pour empêcher la miction publique

En mai/juin 2019, DB Station&Service, en coopération avec Ruhrkohle AG et les archives de la ville, installe diverses photographies historiques de mines locales ainsi que le texte et le code QR du Steigerlied (de) dans la zone du centre de voyage en guise de rappel de l'exploitation minière . Sur la façade opposée se trouve également un maillot original du match d'adieu contre le Bayer Leverkusen. Le vêtement acheté par le chemin de fer est porté dans le jeu par Benjamin Stambouli et porte le nom de la mine Comte-Bismarck (de).

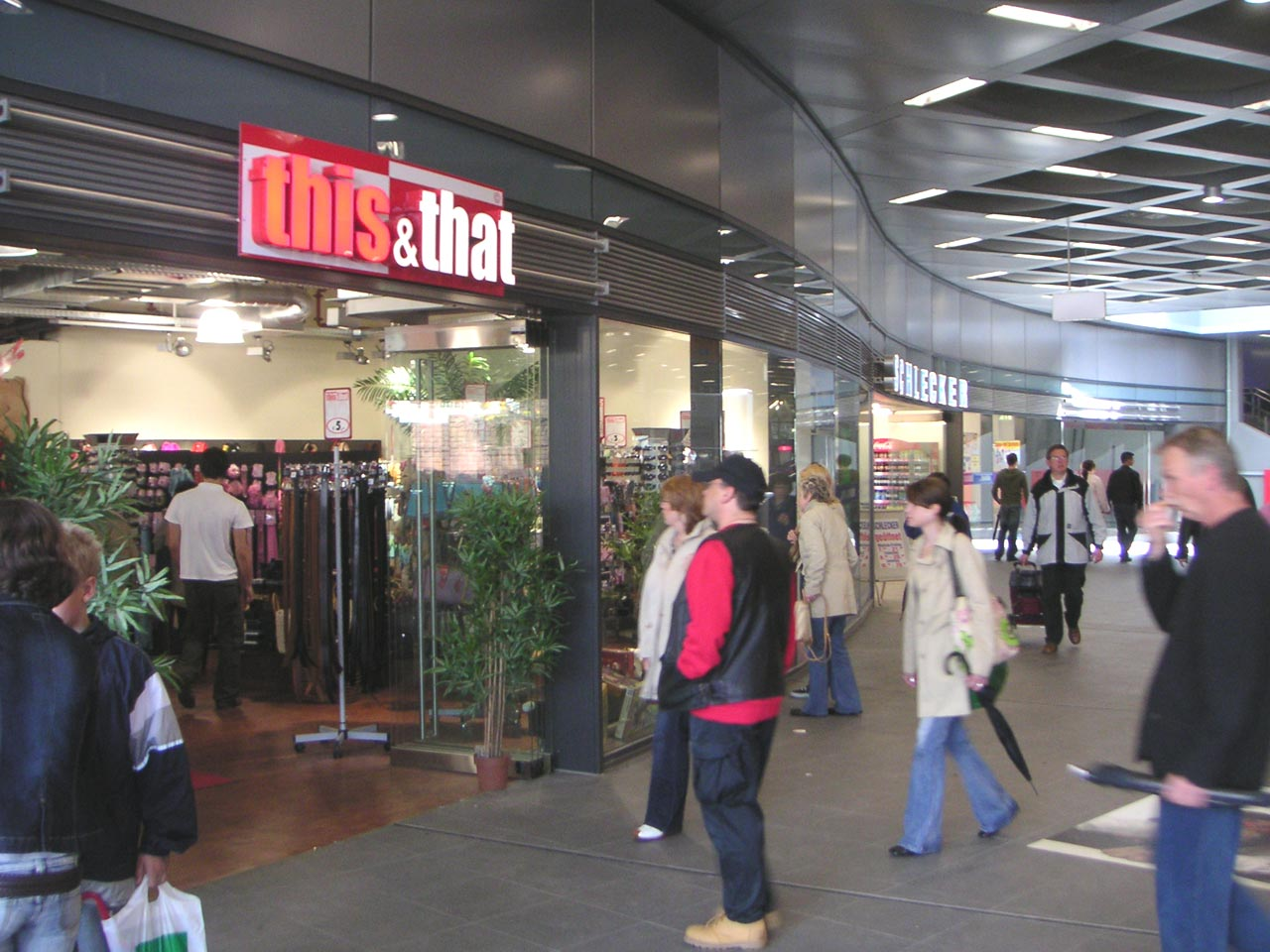
Commerce de détail à la gare centrale
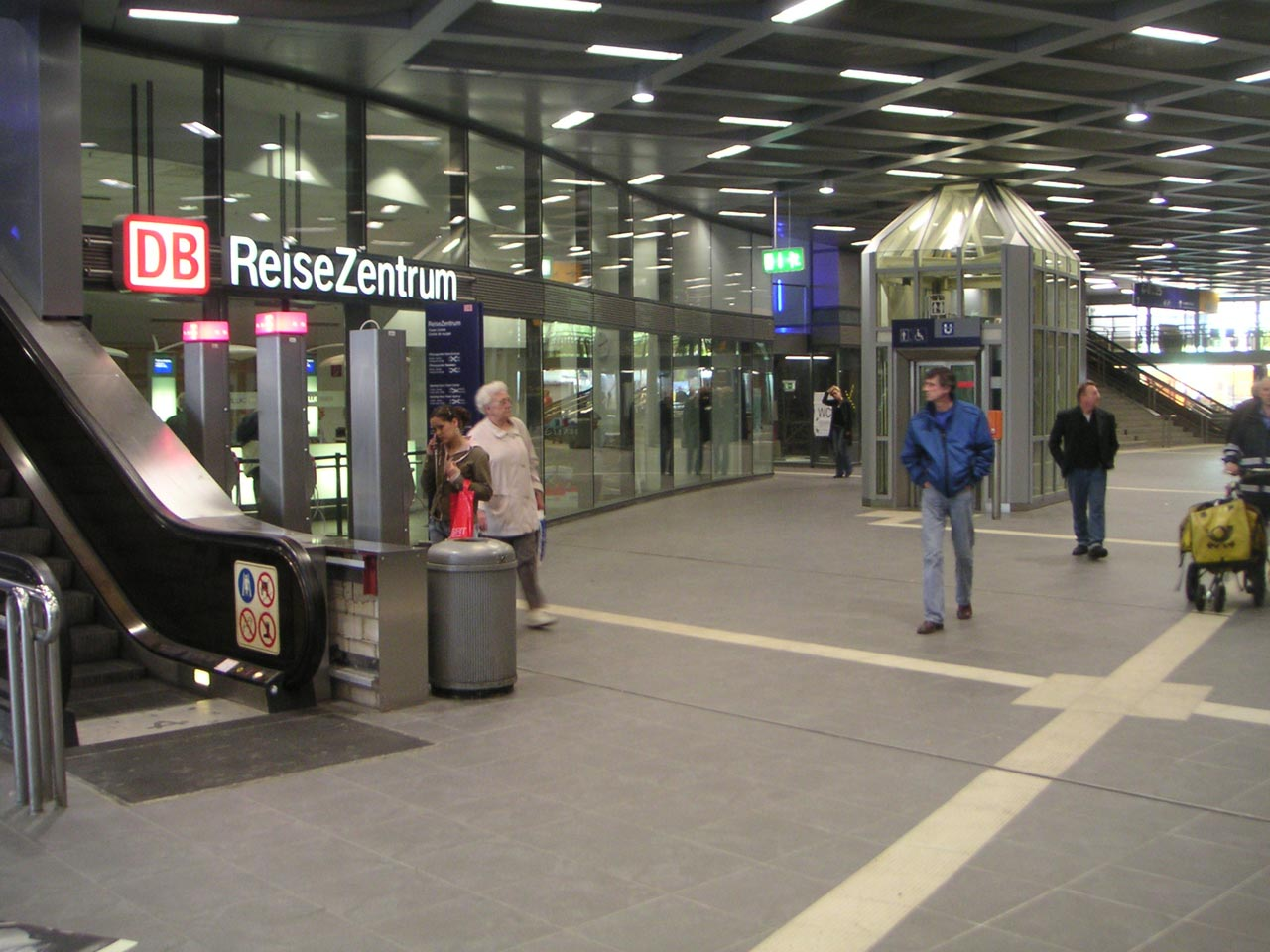
Centre de voyages à la gare centrale
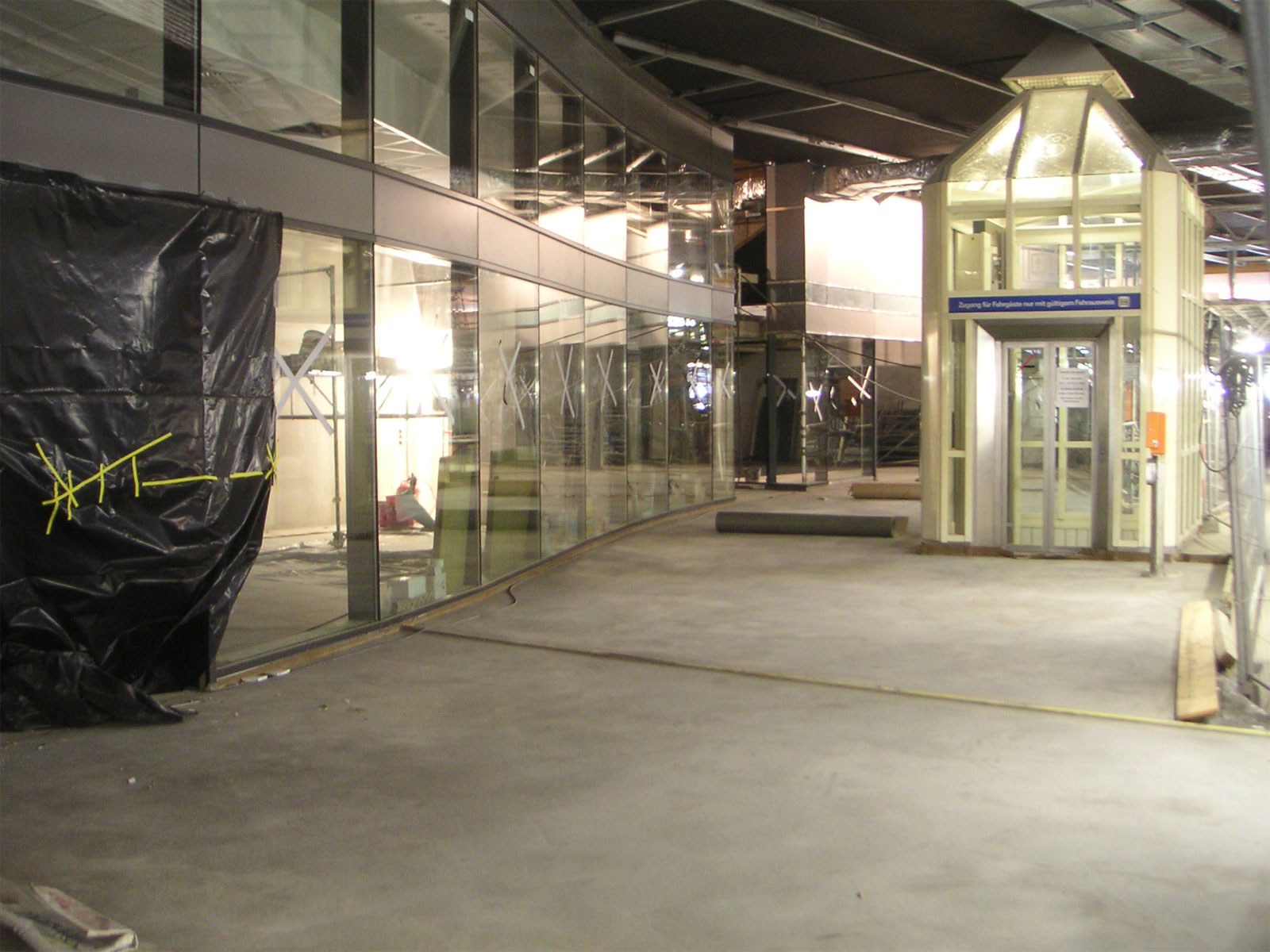
Centre de voyages pendant la rénovation
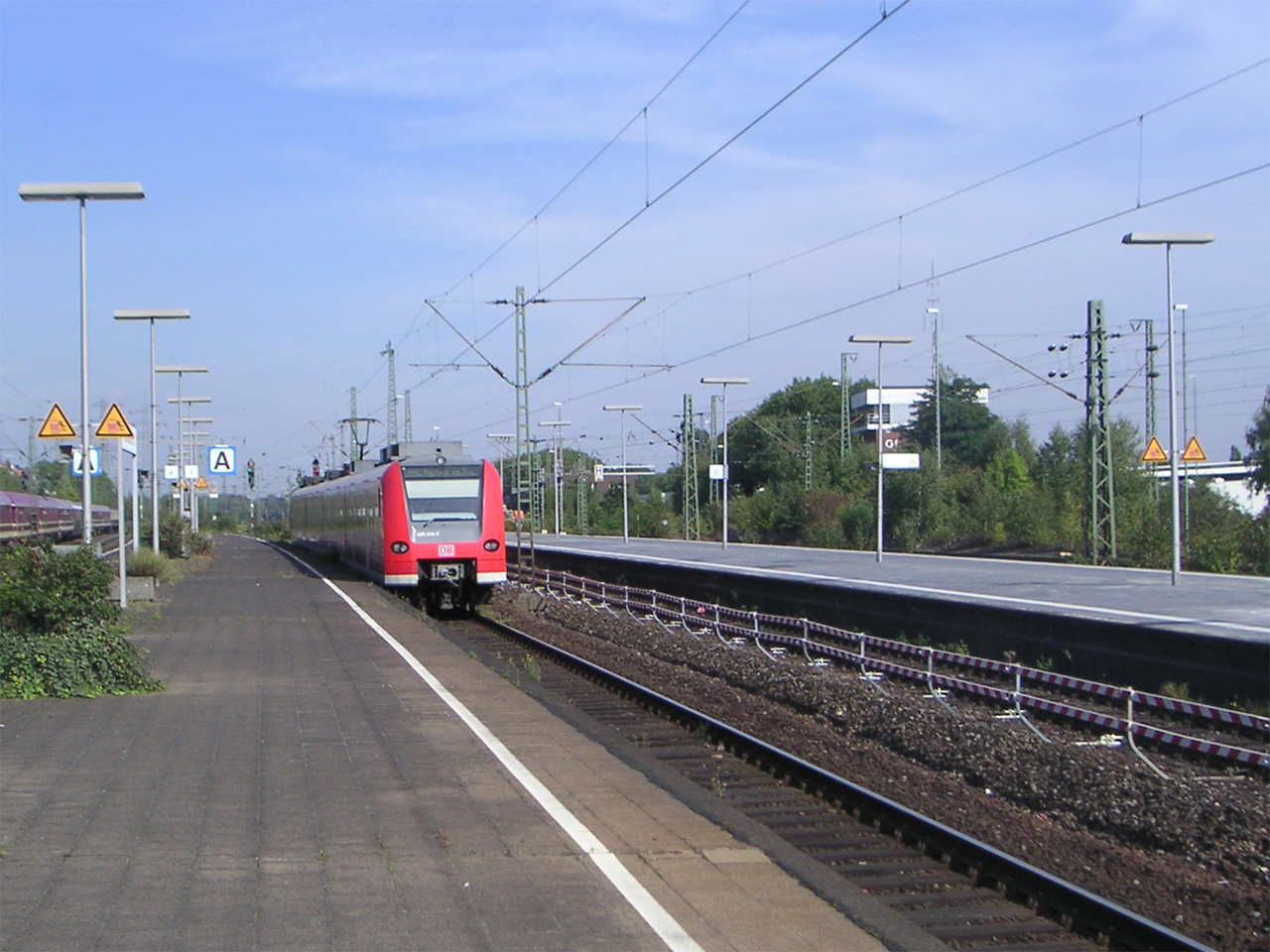
Plates-formes en cours de reconstruction (vue vers l'est)
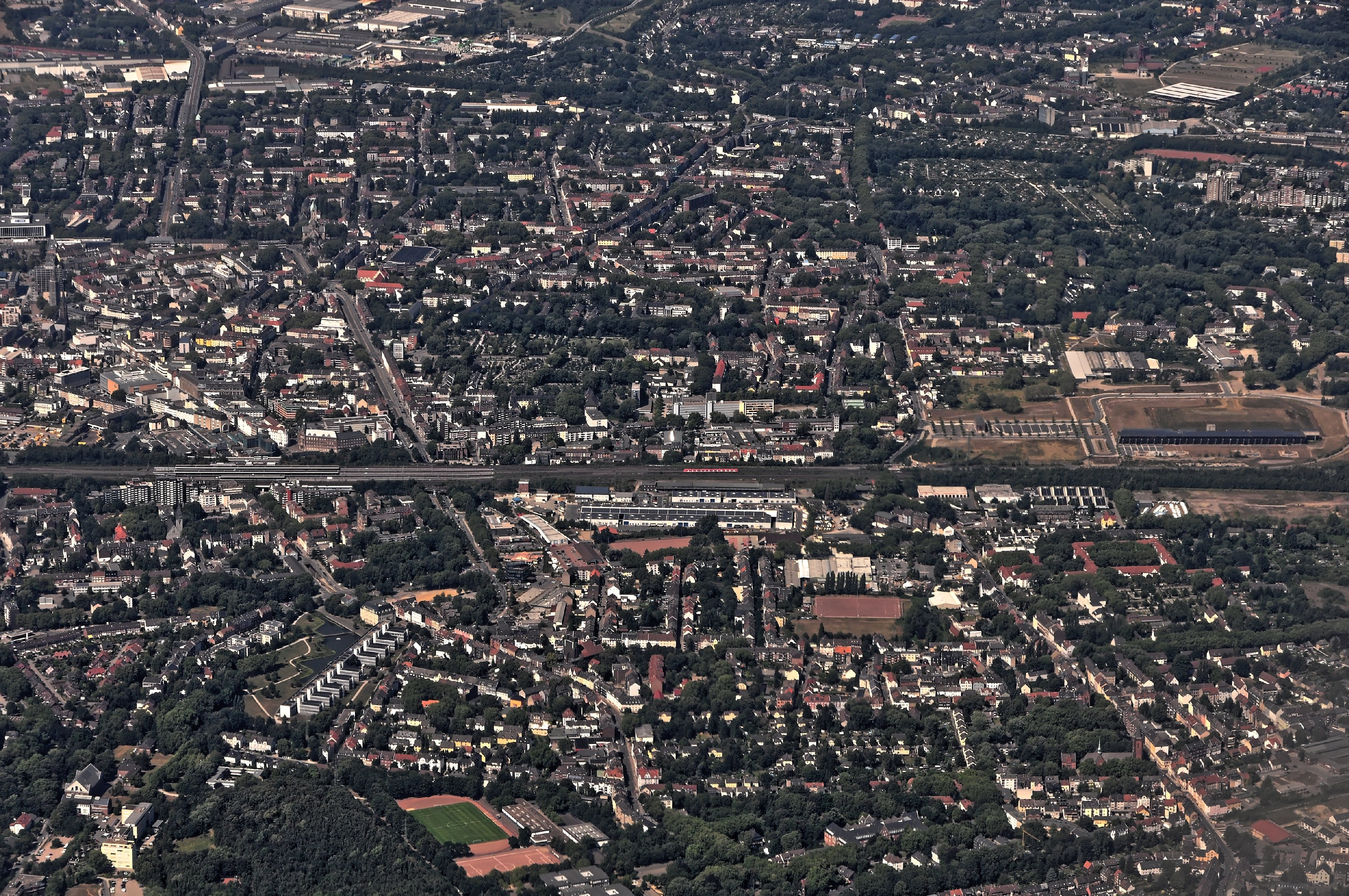
Vue aérienne de la gare

## Service

### Trafic longue distance

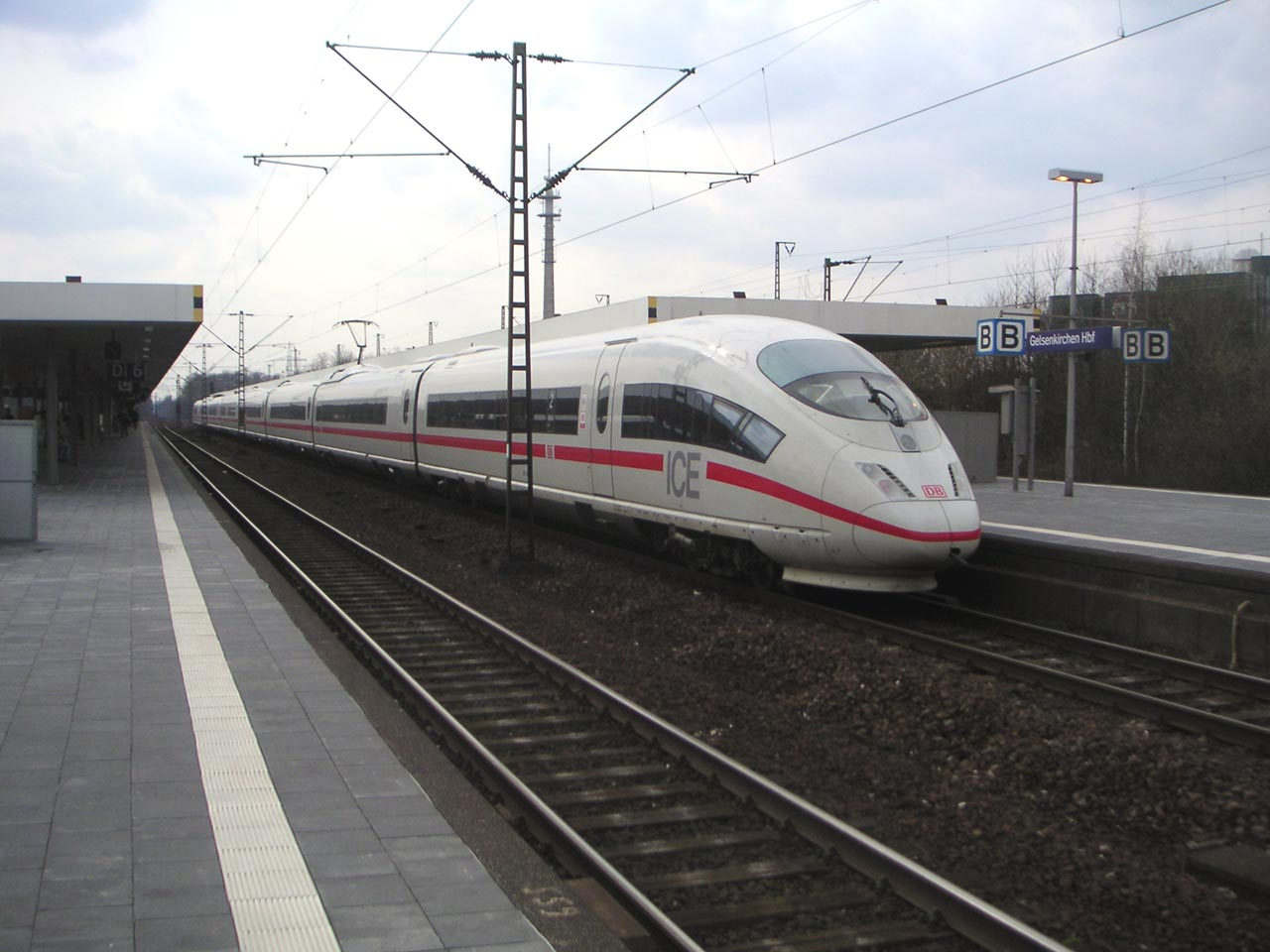
ICE3 à la gare centrale

La gare centrale de Gelsenkirchen est un arrêt système pour les services ferroviaires de transport de voyageurs longue distance sur différentes lignes interurbaines de la Deutsche Bahn. En plus des trains individuels de la ligne 30 et (toutes les deux heures) de la ligne 35, une correspondance sur la ligne Intercity 32 s'arrête à Gelsenkirchen depuis décembre 2016. Jusqu'en août 2017, le Hambourg-Cologne Express (de) (HKX) s'arrête à Gelsenkirchen ; Depuis le 23 mars 2018, une ou deux paires de trains de la ligne FLX 20 de Flixtrain circulent en tant que successeur du HKX. Depuis juin 2018, Gelsenkirchen fait à nouveau partie des gares ICE, mais uniquement avec une correspondance en fin de journée. En décembre 2018, un train ICE sur la ligne 47 Münster – a ajouté Stuttgart. Le changement d'horaire 2019/2020 entraîne l'arrêt quotidien d'un train ICE sur la ligne 30 Hambourg–Cologne en fin de soirée. Depuis juin 2021, la paire de trains ICE Urlaubs-Express Mecklenburg-Vorpommern est proposée via Berlin vers Binz : ICE 757 Cologne–Ostseebad Binz et ICE 758 Ostseebad Binz–Cologne
| Ligne  | Tracé de la ligne | Cycle                          |
| ------ | --- | ------------------------------ |
| ICE 30 | Hambourg-Altona – Hambourg Dammtor – Hambourg Hbf – Hambourg-Harbourg – Brême – Diepholz (de) – Osnabrück – Münster – Gelsenkirchen – Essen – Duisbourg – Düsseldorf – Cologne                                            | un train                       |
| ICE 47 | Münster – Recklinghausen – Wanne-Eickel – Gelsenkirchen – Essen –Duisbourg – Düsseldorf – Cologne Messe/Deutz - Aéroport de Francfort-sur-le-Main - Mannheim – Stuttgart                                                  | un train                       |
| IC 32  | Cologne – Düsseldorf – Duisbourg – Essen – Gelsenkirchen – Recklinghausen – Münster – Osnabrück – Hanovre – Wolfsburg – Berlin – Berlin-Est                                                                               | une paire de train (So, Mo–Fr) |
| EC 32  | Münster – Gelsenkirchen – Essen – Düsseldorf – Cologne – Mayence – Mannheim – Stuttgart – Augsbourg – Munich – Prien (de) – Freilassing (de) – Salzbourg – Klagenfurt                                                     | un train                       |
| IC 35  | Norddeich Mole/Port extérieur d'Emden – Leer – Lingen (Ems) – Rheine – Münster – Gelsenkirchen – Oberhausen – Duisbourg – Düsseldorf – Cologne – Bonn – Coblence (certains trains continuent vers Stuttgart ou Constance) | Toutes les deux heures         |
| FLX 20 | Hambourg Hbf – Hambourg-Harbourg – Brême – Osnabrück – Münster – Gelsenkirchen – Essen – Duisbourg – Düsseldorf – Cologne                                                                                                 | 1–2 paires de train            |

## Administration et gestion
La gare centrale de Gelsenkirchen et une douzaine d'autres gares de la région, dont Herne (de), Gladbeck (de) et Castrop-Rauxel (de), sont sous le contrôle de la direction de la gare d'Essen.